# روجر يفبفر
روجر يفبفر هو سياسي كندي، ولد في 23 يوليو 1943 في ثيتفورد ماينز في كندا. حزبياً، نشط في حزب كيبيك الليبرالي.